# TVI Ficção
TVI Ficção és un canal de televisió temàtic i privat portuguès dedicat exclusivament a l'emissió de telenovel·les, telefilms, minisèries i ficció de producció pròpia. El canal fou llançat el 15 d'octubre del 2012 en la plataforma per cable portuguesa MEO. El canal és una derivació del canal mare, TVI; comprat recentment pel grup espanyol PRISA. El canal està dirigit per Filipe Terruta i, per ara, només emet en 4:3 SDTV.

## Altres canals del mateix grup
- TVI24
- TVI Internacional
- +TVI
- TVI